# Mehdi Puch-Herrantz
Mehdi Puch-Herrantz (* 20. Januar 2004 in Paris) ist ein algerisch-französischer Fußballspieler, der beim AC Ajaccio in der Ligue 1 spielt.

## Karriere

### Verein
Puch-Herrantz begann seine fußballerische Ausbildung 2008 beim FC Servan, ehe er zur US Torcy wechselte und später zum FC Villepinte. Anschließend stand er beim FC Montfermeil unter Vertrag und wechselte im Sommer 2021 zum AC Ajaccio. In der Saison 2021/22 spielte er bereits erste Mal in der National 3, der fünften französischen Spielklasse für die Zweitmannschaft und auch mit der U19-Mannschaft in der Coupe Gambardella. Ende August 2022 unterzeichnete er dann seinen ersten Profivertrag bei den Korsen mit einer Laufzeit von fünf Jahren. Am 10. Februar 2023 (23. Spieltag) debütierte er für die Profimannschaft in der Ligue 1, als er bei einer 0:3-Niederlage gegen den OGC Nizza spät ins Spiel kam.

### Nationalmannschaft
Im Jahr 2022 spielte Puch-Herrantz bei den Mittelmeerspielen 2022 dreimal für die algerische U18-Nationalmannschaft, wobei er einmal traf.